# Carlos Boozer
Carlos Austin Boozer, Jr. (Aschaffenburg, Alemania Occidental, 20 de noviembre de 1981) es un exjugador de baloncesto estadounidense que disputó 13 temporadas en la NBA, acabando su carrera en la liga china. Actualmente juega en el BIG3. Con 2,06 metros de altura, jugaba en la posición de ala-pívot.

## Carrera

### Universidad
Boozer acudió al Juneau-Douglas High School. Logró dos títulos estatales consecutivos, además de ser dos veces Parade All-America y tres veces Jugador del Año en Alaska.
Después del instituto pasó a formar parte de la Universidad de Duke, con los que jugó 3 temporadas y logró 1 título de NCAA en 2001. Debutó como freshman en la temporada 1999-00 promediando 13 puntos y 6,3 rebotes y llegando hasta la Sweet Sixteen en la que se toparon con Florida Gators.
En su año sophomore llegó el campeonato de NCAA tras derrotar en la final a Arizona Wildcats. Sus promedios fueron de 13,3 puntos y 6,5 rebotes. En la 2001-02, lo que sería su última temporada firmaría sus mejores números, 18,2 puntos y 8,7 rebotes. Fue incluido en el Tercer Quinteto All-America por The Associated Press y en el Mejor Quinteto de la ACC. Su 66.5% en tiros de campo fue el mejor porcentaje de la ACC, el 2º del país y el 2º en toda la historia de la universidad.
Finalizó su periplo universitario con 14,9 puntos y 7,2 rebotes de media, acabando 3º en porcentajes de tiros de campo (63.1) en la Atlantic Coast Conference.

### Profesional

#### NBA

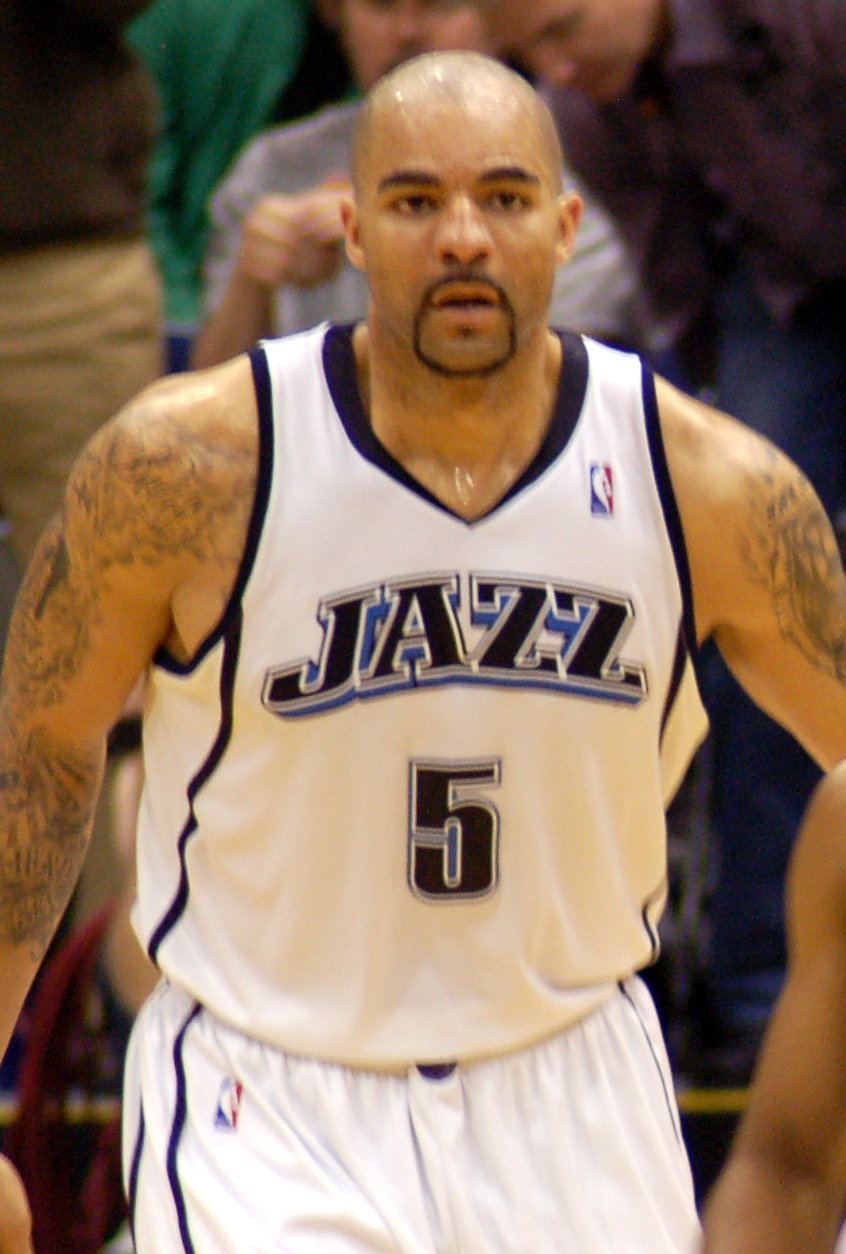
Boozer con Utah en 2010.

Carlos Boozer fue elegido por Cleveland Cavaliers en el puesto 6 de la 2.ª ronda del draft de 2002.
En Cleveland pasó sus dos primeras temporadas en la liga, donde se ganó el nombre que tiene ahora en la liga. Debutó en la temporada 2002-03 promediando 10 puntos (con 53.6 % en tiros) y 7.5 rebotes en 25.3 minutos de media, disputando 54 partidos de titular en los 81 partidos que jugó. Como titular mejoró sus números, con 11.8 puntos (54.1 %) y 8.9 rebotes. Participó en el Rookie Challenge de 2001 con los novatos, firmando 11 puntos, 3 rebotes, 2 asistencias y 3 robos. Fue incluido en el 2º Quinteto de Rookies.
En la 2003-04 explotó en Cleveland con 15.5 puntos, 11.4 rebotes y 2 asistencias en 34.6 minutos. Fue nombrado Jugador de la Semana en la Conferencia Este del 19 al 25 de enero. Participó en el Rookie Challenge formando parte del equipo de sophomores y anotando 25 puntos. Acabó la temporada 5º en rebotes y 6º en porcentajes en tiros de campo. Acabó 2º en la votación de Jugador Más Mejorado por detrás de Zach Randolph.
En el verano de 2004, Boozer ejerció su derecho que le permitía declararse agente libre, por lo que acabó firmando un contrato multianual con Utah Jazz en una historia que generó controversia y en la que desde entonces, los aficionados de Cleveland no han perdonado.
En su primera temporada con los Jazz, la 2004-05 firmó 17.8 puntos, 9 rebotes y 2.8 asistencias. El conjunto se quedó fuera de playoffs por 2.ª vez en 22 años. La mala temporada estuvo fundamentada, principalmente, por las lesiones de Boozer y Kirilenko, que los tuvo apartados 31 y 41 partidos, respectivamente. Anotó 36 puntos ante Seattle SuperSonics el 1 de diciembre de 2004, lo que suponía su máximo en anotación, tope que superaría el 26 de marzo de 2007 con 41 ante Washington Wizards.
Boozer estaba sufriendo un calvario en el que no veía la luz a la recuperación de su lesión, que siempre acababa posponiéndose. Finalmente volvió a la acción a finales de febrero de 2005. Por tanto, en esa 2005-06 sólo pudo disputar 33 partidos en los que promedió 16.3 puntos, 8.6 rebotes y 2.7 asistencias, demostrando que su recuperación era un hecho.
Lo acabó de ratificar un año después, en la temporada 2006-07, donde coleccionó éxitos. Promedió 20.9 puntos, 11.7 rebotes y 3 asistencias, fue elegido para jugar el All-Star al que no pudo acudir por lesión, y llegó hasta finales de conferencia con Utah.
Se llevó además el Jugador de la Semana en la Conferencia Oeste tras un fulgurante comienzo de 12-1. El 23 de abril de 2007 Boozer igualó su mejor actuación con los 41 puntos que endosó a Houston Rockets, en el 2º encuentro de 1.ª ronda de playoffs. En el decisivo 7º partido, Carlos anotó 35 puntos y capturó 14 rebotes para liderar a Utah a las semifinales de conferencia, donde superaron a Golden State Warriors. Vencieron 4-1 y alcanzaron unas finales de conferencia a las que no llegaban desde 1998. Pese a las grandes actuaciones de Boozer, los Spurs de Tim Duncan fueron un escollo insuperable. Durante esos playoffs, Boozer promedió 23.5 puntos y 12.2 rebotes. En la temporada 2008-09 se enfrentaron en primera ronda a Los Angeles Lakers, perdieron por 4-1 la serie, pero Boozer hizo unos buenos números y buenas actuaciones.
En 2009-10, Boozer promedió 19.5 puntos y 11.2 rebotes por partido, y anotó un 56.2% en tiros de campo, un récord personal. Jugó 78 de 82 partidos para evitar lesiones, que era un buen presagio de cara al verano de 2010.
El 15 de julio de 2014, los Chicago Bulls despiden al jugador cuando aún le quedaba un año de contrato. 48 horas después Los Angeles Lakers ganan la subasta por el jugador y se hacen con sus servicios de cara a la temporada 2014-15 de la NBA.

#### China y retirada
El 30 de julio de 2016, firma por un año con los Guangdong Southern Tigers de la CBA china.
El 18 de diciembre de 2017, anuncia su retirada como profesional.

### Selección nacional
Fue internacional con la selección estadounidense, con la cual obtuvo la medalla de bronce en las Olimpíadas de Atenas 2004 y la medalla de oro en las Olimpíadas disputadas en Pekín, en 2008.

## Estadísticas de su carrera en la NBA

### Temporada regular
| Año      | Equipo      | PJ  | PT  | MPP  | %TC  | %3P  | %TL  | RPP  | APP | ROB | TPP | PPP  |
| -------- | ----------- | --- | --- | ---- | ---- | ---- | ---- | ---- | --- | --- | --- | ---- |
| 2002-03  | Cleveland   | 81  | 54  | 25.3 | .536 | .000 | .771 | 7.5  | 1.3 | .7  | .6  | 10.0 |
| 2003-04  | Cleveland   | 75  | 75  | 34.6 | .523 | .167 | .768 | 11.4 | 2.0 | 1.0 | .7  | 15.5 |
| 2004-05  | Utah        | 51  | 51  | 34.7 | .521 | .000 | .698 | 9.0  | 2.8 | .8  | .5  | 17.8 |
| 2005-06  | Utah        | 33  | 19  | 31.1 | .549 | .000 | .723 | 8.6  | 2.7 | .9  | .2  | 16.3 |
| 2006-07  | Utah        | 74  | 74  | 34.6 | .561 | .000 | .685 | 11.7 | 3.0 | .9  | .3  | 20.9 |
| 2007-08  | Utah        | 81  | 81  | 34.9 | .547 | .000 | .738 | 10.4 | 2.9 | 1.2 | .5  | 21.1 |
| 2008-09  | Utah        | 37  | 37  | 32.4 | .490 | .000 | .698 | 10.4 | 2.1 | 1.0 | .2  | 16.2 |
| 2009-10  | Utah        | 78  | 78  | 34.3 | .562 | .000 | .742 | 11.2 | 3.2 | 1.1 | .5  | 19.5 |
| 2010-11  | Chicago     | 59  | 59  | 31.9 | .510 | .000 | .701 | 9.6  | 2.5 | .8  | .3  | 17.5 |
| 2011-12  | Chicago     | 66  | 66  | 29.5 | .532 | .000 | .693 | 8.5  | 1.9 | 1.0 | .4  | 15.0 |
| 2012-13  | Chicago     | 79  | 79  | 32.2 | .477 | .000 | .731 | 9.8  | 2.3 | .8  | .4  | 16.2 |
| 2013-14  | Chicago     | 76  | 76  | 28.2 | .456 | .000 | .767 | 8.3  | 1.6 | .7  | .3  | 13.7 |
| 2014-15  | L.A. Lakers | 71  | 26  | 23.8 | .499 | .000 | .627 | 6.8  | 1.3 | .6  | .2  | 11.8 |
| Total    | Total       | 861 | 775 | 31.2 | .521 | .071 | .722 | 9.5  | 2.2 | 1.9 | 1.4 | 16.2 |
| All-Star | All-Star    | 2   | 2   | 19.0 | .467 | .000 | .000 | 10.0 | .0  | .0  | .0  | 14.0 |

### Playoffs
| Año   | Equipo  | PJ | PT | MPP  | %TC  | %3P  | %TL  | RPP  | APP | ROB | TPP | PPP  |
| ----- | ------- | -- | -- | ---- | ---- | ---- | ---- | ---- | --- | --- | --- | ---- |
| 2007  | Utah    | 17 | 17 | 38.5 | .536 | .000 | .738 | 12.2 | 2.9 | 1.0 | .3  | 23.5 |
| 2008  | Utah    | 12 | 12 | 36.8 | .415 | .000 | .714 | 12.3 | 2.8 | .5  | .2  | 16.0 |
| 2009  | Utah    | 5  | 5  | 37.2 | .528 | .000 | .771 | 13.2 | 2.2 | 1.6 | .4  | 20.6 |
| 2010  | Utah    | 10 | 10 | 40.2 | .530 | .000 | .534 | 13.2 | 3.0 | .4  | .7  | 19.7 |
| 2011  | Chicago | 16 | 16 | 31.7 | .433 | .000 | .800 | 9.7  | 1.8 | .6  | .4  | 12.6 |
| 2012  | Chicago | 6  | 6  | 33.3 | .422 | .000 | .714 | 9.8  | 3.0 | .8  | .3  | 13.5 |
| 2013  | Chicago | 12 | 12 | 35.9 | .494 | .000 | .689 | 9.6  | 1.5 | .8  | .1  | 16.4 |
| 2014  | Chicago | 5  | 5  | 24.2 | .426 | .000 | .889 | 7.8  | 1.0 | .2  | .0  | 9.6  |
| Total | Total   | 83 | 83 | 35.4 | .483 | .000 | .726 | 11.1 | 2.3 | .7  | .3  | 17.1 |

## Vida personal
A pesar de nacer en una base militar en Alemania, creció en Juneau, Alaska.
Es hijo de Carlos y Renee Boozer. Tiene un hermano, Charles, que jugó al baloncesto universitario en Iowa, y 3 hermanas, Natasha, Nakeisha y Natanya.
Estuvo casado desde el verano de 2002 con Cindy (aka CeCe) hasta marzo de 2009 (aunque el proceso de divorcio duró hasta 2015). La pareja tiene tres hijos: Carmani, y los gemelos Cameron y Cayden.
Luego se casó con Aneshka Smith el 3 de junio de 2017.

### Incidente con Prince
Carlos fue el casero del artista Prince, y demandó al cantante por ciertas obras sin permiso que llevó a cabo en la vivienda arrendada en Hollywood. Le acusó de haber repintado partes de la fachada "con el símbolo de Prince" y el número 3121 (álbum publicado en 2006), y de color púrpura, por lo que Carlos le pide $30 millones de indemnización. Ya que el inquilino no tiene derecho a estos cambios, a pesar de pagar 70 000 dólares al mes por una mansión de diez dormitorios y once cuartos de baño.